# Zorilispe tonkinensis
Zorilispe tonkinensis là một loài bọ cánh cứng trong họ Cerambycidae.